# T-Shirt (Shontelle)
T-Shirt è un brano musicale della cantante pop e R&B americana Shontelle, estratto come primo singolo dal suo album di debutto Shontelligence. È il suo secondo singolo dopo Roll It, registrato in collaborazione con Rihanna e J-Status e pubblicato nel 2007.
Il video musicale del brano è stato diretto da Mike Ruiz e si svolge a casa della cantante. Sul divano c'è la t-shirt del suo partner che adesso è molto lontano. Tutto il video vede la cantante molto malinconica e piuttosto stanca della mancanza del fidanzato. Il video termina con il ritorno del ragazzo dal suo viaggio e Shontelle sorride.

## Tracce
Download digitale (Stati Uniti)
1. T-Shirt (modifica radiofonica) 3:12

CD singolo/Download digitale (Regno Unito)
1. T-Shirt (modifica radiofonica britannica) 3:12
2. T-Shirt (Bimbo Jones Vocal Remix) 5:39
3. T-Shirt (Crazy Cousinz Vocal Remix) 5:35
4. Blaze It Up 3:53

## Classifiche
| Classifica (2008/2009)             | Posizione massima |
| ---------------------------------- | ----------------- |
| Belgio (Fiandre)                   | 57                |
| Canada                             | 41                |
| Europa                             | 25                |
| Irlanda                            | 26                |
| Regno Unito                        | 6                 |
| U.S. Billboard Hot 100             | 36                |
| U.S. Billboard Hot Dance Club Play | 1                 |